# Martín Casillas

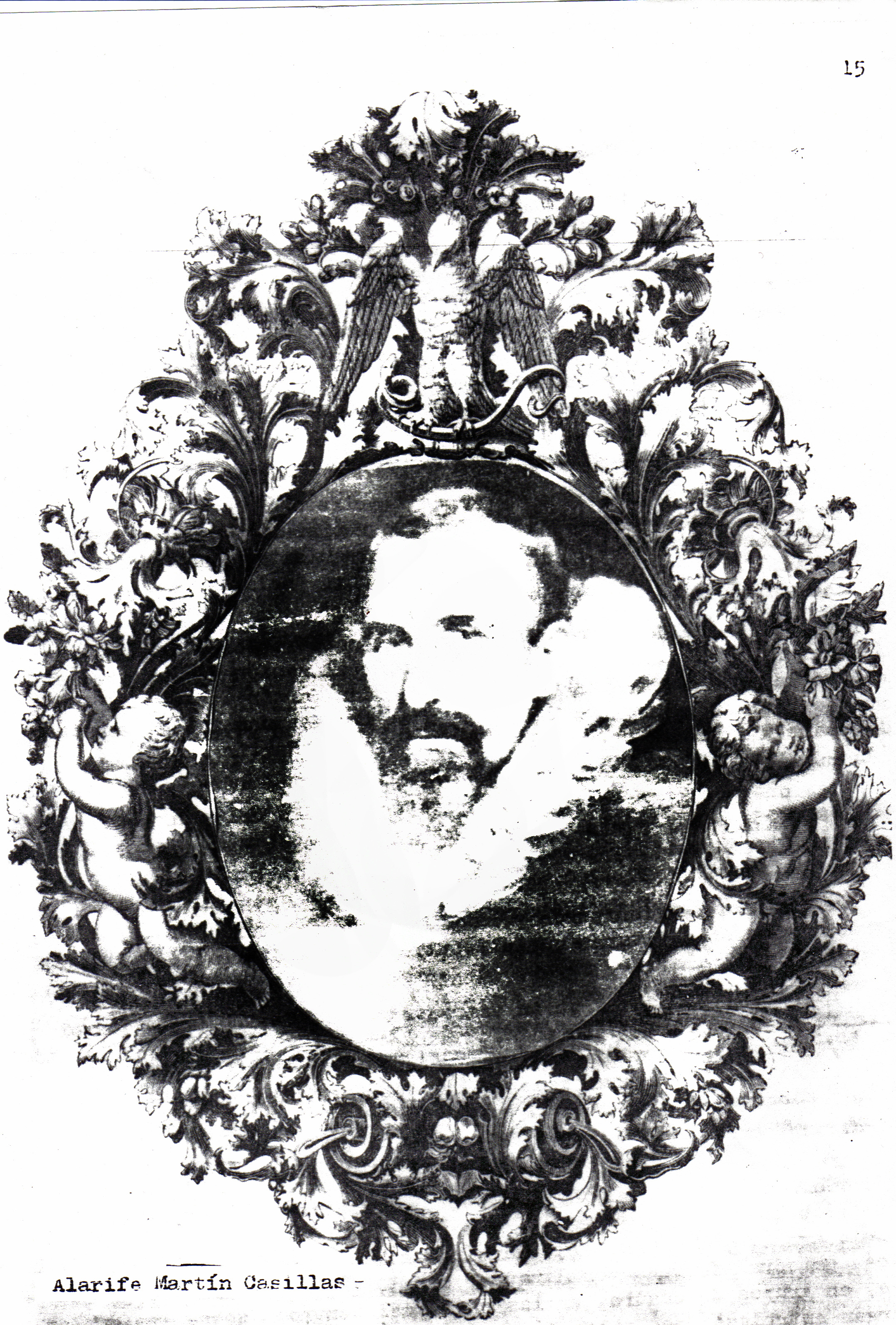
Óvalo de Martin Casillas en la catedral de Guadalajara (Jalisco).

Martín Casillas (1556-1618) fue un alarife español, considerado responsable de la construcción de la Catedral de Guadalajara, en Jalisco, en el siglo xvi.
Su lugar de nacimiento se disputa entre las localidades extremeñas de Almendralejo y Trujillo. Se documenta su formación junto a Francisco Becerra, con quien pudo llegar a Nueva España como aprendiz en 1573, aunque otra opción barajada es que llegase más tarde junto a su compañero de taller Alonso Pablos (o Sánchez). Colaboró luego y al menos hasta 1585, en las «medias muestras» de la catedral de México, obra dirigida por Claudio de Arciniega, trasladándose después a la ciudad tapatía de Guadalajara. De su trabajo en Jalisco queda más documentación, que incluye la cesión de tierras en el Valle de Guadalupe (Jalisco). 
En su memoria se bautizó el teatro "Alarife Martín Casillas" de Guadalajara.